# Katarská kauza
Katarská kauza (v angličtině také Qatargate) je novinářské označení pro podezření, že nejbližší spolupracovníci izraelského předsedy vlády Benjamina Netanjahua (Likud) byli placeni katarskou vládou za lobbování ve prospěch jejích zájmů a propagaci Kataru. Kauza byla odhalena v únoru 2025. Katar v té době platil za podporovatele Hamásu, kterému také dělal zprostředkovatele ve vyjednávání ve válce s Izraelem. V březnu 2025 šéf zpravodajské služby Šin bet Ronen Bar potvrdil, že kauzu vyšetřuje. Krátce poté byl na návrh Benjamina Netanjahua jeho vládou odvolán z funkce.

## Kauza
Dne 10. února 2025 izraelská televizní stanice Channel 12 přinesla reportáž, ve které uvedla, že Netanjahuovi nejbližší poradci Jisra'el Einhorn, Ofer Golan, Jonatan Urich a Eli Feldstein byli zaměstnáni katarskou vládou. Eli Feldstein byl přitom již v té době vyšetřovaný v případu nezákonné manipulace s utajovanými informacemi ohledně války Izraele s Hamásem. Jejich úkolem bylo prosadit zájmy Kataru v nejvyšších politických a bezpečnostních kruzích, včetně postupného podsunutí lepšího obrazu o zemi. Feldstein se snažil zlepšovat pověst Kataru i prostřednictvím médií. V některých případech byl ale odmítnut. Naopak měli na katarskou objednávku poškozovat pověst Egypta, zejména v kontextu jednání o příměří v Pásmu Gazy.
Dne 12. února opoziční lídr Ja'ir Lapid (Ješ atid) a předseda politické strany Demokraté Ja'ir Golan veřejně požádali o zahájení vyšetřování Netanjahua a jeho administrativy. Pokud by se podezření potvrdila, mohlo by dle nich jít o vážné ohrožení národní bezpečnosti a případně velezradu. V dubnu Netanjahu zažaloval Ja'ira Golana za pomluvu.
Dne 27. února generální prokurátorka Gali Baharav-Miara nařídila bezpečnostní službě Šin bet a policii, aby zahájily vyšetřování této kauzy.
Na kauzu byl v přísné míře uplatněn izraelský náhubkový zákon. Na minimálně třicet dní bylo všem izraelským médiím zakázáno psát o kauze jakékoliv detaily a dotazovat se na ně. Zákaz platil pro veškerou formu médií včetně sociálních sítí. Média rovněž nemohla publikovat či sdílet články zahraničních médií k této kauze ani čtenářům poskytovat odkazy na takové články. Soud omezení zrušil po zatčení podezřelých na konci března.
Dne 13. března Nadav Argaman, bývalý šéf služby Šin bet, řekl pro stanici Channel 12, že pokud bude Netanjahu mařit vyšetřování, prozradí vše, co ví. Netanjahu podal v reakci na policii stížnost s tím, že se ho Argaman snaží vydírat.
V březnu vedl Šin bet také vlastní vyšetřování svého případného pochybení při útoku Hamásu na Izrael v říjnu 2023. Výsledkem vyšetřování bylo zjištění pochybení jak služby Šin bet, tak ale také Netanjahuovy vlády. Krátce poté Netanjahu oznámil, že jeho vláda Ronena Bara odvolá pro ztrátu důvěry. Sám Bar však uvedl, že premiér očekával osobní loajalitu, která je nezákonná. Opoziční strany však označily za skutečný důvod odvolání právě katarskou kauzu. Dne 21. března 2025 vláda jednomyslně Bara odvolala s účinností nejpozději k 10. dubnu. Stal se tak prvním odvolaným ředitelem Šin bet v historii. Bar obvinění a zdůvodnění uvedená premiérem zpochybnil. Již po oznámení záměru Barova rychlého odvolání varovala generální prokurátorka Gali Baharav-Miara předsedu vlády, že porušuje zákonný postup odvolání. Netanjahu toto varování ignoroval. Barovo odvolání bylo v den schválení pozastaveno Nejvyšším soudem, který se jím začal zabývat.
V březnu Netanjahu informoval i o záměru odvolání generální prokurátorky Gali Baharav-Miara.
Během policejního vyšetřování byl popsán příklad praní katarských peněz. Například Netanjahuův tiskový mluvčí Eli Feldstein dostával vyprané katarské peníze tak, že je katarská vláda převedla americkému lobbistovi Jayovi Footlikovi (a jeho firmě The Third Circle), ten je dále převedl izraelskému podnikateli Gilovi Birgerovi, který je až vyplatil Feldsteinovi.
Krátce poté byli Feldstein a Urich zatčeni policií coby podezřelí. V době vyšetřování pobýval další podezřelý Netanjahuův poradce Jisra'el Einhorn v Srbsku, kde pracoval pro srbského prezidenta Aleksandara Vučiće.
Během vyšetřování vypovídal také premiér Netanjahu, který ale nepatřil mezi podezřelé osoby. Netanjahu celé vyšetřování kritizoval a zpochybňoval. Policie následně uvedla, že se obává maření vyšetřování, jelikož podezřelý Urich a premiér Netanjahu měli stejného právního zástupce, který tak slyšel výpovědi obou a komunikoval s oběma klienty.

## Jiné vazby Netanjahua na Katar
Již koncem roku 2023 bylo médii zjištěno, že Netanjahu umožňoval přes izraelské území proudění katarských peněz určených pro vládu v Pásmu Gazy, tj. pro Hamás (hotovosti určené na financování chodu vlády a na zdravotnictví). Podle novinářských zdrojů šlo o součást jeho taktiky „rozděl a panuj“. Od té si sliboval, že pokud bude v Pásmu Gazy vládnout Hamás a na Západním břehu Jordánu Palestinská autonomie v čele s Fatahem, budou Palestinci rozděleni a oslabí to jejich úsilí o uznání jejich státu. Podle izraelských médií měl Netanjahu tuto taktiku uplatňovat nejméně od roku 2014, kdy po tehdejší válce odmítl plán Saúdské Arábie na odstavení Hamásu od moci v Pásmu Gazy a obnovu pásma ze saúdských finančních zdrojů. Netanjahu naopak podpořil katarskou nabídku měsíčních převozů peněz pro vládu v Pásmu Gazy, i přesto, že před tímto postupem premiéra opakovaně varoval například Mosad.